# Ernst May
Ernst May (Frankfurt na Majni, 27. srpnja 1886.  - Hamburg, 11. rujna 1970. ), njemački arhitekt i urbanist.
May je uspješno primijenio urbanistička rješenja u svom rodnom gradu Frankfurtu na Maini, za vrijeme Weimarske republike, a zatim je 1930. -tih, s puno manje uspjeha pokušao te ideje prenijeti u Sovjetski Savez pri gradnji novih gradova u vrijeme Staljinove vladavine. Govorilo se da su takozvane Mayove brigade ( sastavljene od njemačkih arhitekata i urbanista) uspjele podići dvadesetak potpuno novih gradova u tri godine, uključujući i grad Magnitogorsk. Mayeva putovanja, dovela su ga u poziciju da je izgubio domovinu, jer su u međuvremenu nacisti došli na vlast u njegovoj domovini, a u SSSR - u je izgubio posao, tako da je dobar dio svog života proveo kao izbjeglica po Africi, tek pred kraj života vratio se u Njemačku.

## Životopis
May je bio sin kožarskog obrtnika. Školovao se u razdoblju od 1908. do 1912., dio školovanja proveo je u Britaniji, gdje se upoznao s novim urbanističkim idejama - pokreta grada parka. 
Studij je završio na Tehničkom Univerzitetu u Münchenu, studirajući zajedno s Friedrich von Thierschom i Theodorom Fischerom, suosnivačima Deutscher Werkbunda (njemačko udruženje dizajnera).  
U vremenu od 1910. do 1921. radio je kao samostalac, ali i za druge, tako je pobijedio na urbanističkom natječaju za gradnju periferijskih kuća u Wrocławu ( tadašnji Breslau ). Njegov koncept decentraliziranog planiranja, bio je djelomično inspiriran principima grada parka. 
Zatim je dobio posao u rodnom Frankfurtu, kao gradski arhitekt ( glavni urbanist). Radivši pod upravom gradonačelnika Ludwiga Landmanna, imao je veliku slobodu planiranja, financiranja i zapošljavanja, - on je tu priliku izvrsno iskoristio.
To je bilo doba velike nestašice stanova, velike poslijeratne njemačke krize i političke nestabilnosti.

## Novi Frankfurt
May je oko sebe okupio snažan tim vizionarskih arhitekata i inicirao zamašan projekt izgradnje stanova. Mayov rezultat bio je inpresivan, u kratkom razdoblju uspio je izgraditi kompaktna naselja, s kućama u nizu ( koje su posjedovale i kvalitet individualnog stanovanja), dobro komunalno opremljenih, sa zajedničkim igralištima, školama, kinima i parkovima. Zbog lošeg i skromnog gospodarskog stanja u zemlji, koristio je pojednostavljene polufabricirane građevinske elemente pri gradnji. Ova naselja još i danas zrače svojom funkcionalnošću, i vrlo zorno manifestiraju ideale jednakosti, poput istog prava na dijelić sunčevog svijetla i komadić zajedničkih površina.
Od ovih naselja najpoznatije je Römerstadt, i dio grada koji je jednostavno nazvan  
Cikcak kuće.   
1926. May je pozvao ljevičarsku austrijsku arhitekticu Margarete Schütte-Lihotzky da se pridruži njegovom timu u Frankfurtu. Lihotsky je imala neobičan istančan osjećaj za probleme života, i unijela je funkcionalističku jasnoću u probleme stanovanja. Ona je nakon mnogo studija životnih navika i običaja projektirala frankfurtsku kuhinju ( današnju modernu kuhinju u kojoj je domaćici sve na dohvat ruke), a svoje ideje sublimirala je u rečenici izgradnja kuća je organizirana ugradnja navika stanovanja.
Mayev koncept Novog Frankfurta bio je popraćen uspjehom kako od strane kritike tako i od građana. Tako je John R. Mullin njegov rad opisao kao jedan od najznačajnijih urbanističkih eksperimenata u XX stoljeću.
U dvije godine May je izgradio više od 5 000 stambenih jedinica, te preko 15 000 jedinica u pet godina. Njegova aktivnost se toliko proširila da je izdavao je i vlastiti magazin (Zeitschrift Das Neue Frankfurt).
1929. dobio je priznanje na Congrès International d'Architecture Moderne. 
Ova nagrada, privukla je pažnju novih sovjetskih vlasti, koji su mu povjerili veliki posao u Sovjetskom Savezu.

## Mayeve Brigade u SSSR-u
1930. May je pokupio gotovo cijelu ekipu iz Frankfurta u tadašnji SSSR. Mayove Brigade imale su 17 ljudi, uključivo gospođu Lihotsky, njezinog muža Wilhelma Schuettea, mađara na radu u Njemačkoj Freda Forbata, švicarca Hansa Schmidta i nizozemca Marta Stama. 
Nada u socijalistički raj bila je još uvijek svježa, i Mayeve Brigade poput ostalih sličnih grupa zapadnih planera nadala se planiranju i izgradnji čitavih novih gradova. Na kraju krajeva u ugovoru se govorilo o izgradnji dvadeset novih gradova u tri godine.
Prvi grad koji su trebali izgraditi bio je Magnitogorsk, u stvarnosti je Magnitogorsk već bio u izgradnji, a prioritet pri gradnji i planiranju bio je rudnik oko kog se sve vrtilo. Lokalni rukovodioci nisu mogli o ničemu samostalno odlučiti, potom su bili silno sumnjičavi. Radovi su se otezali, a uz njih se pojavila i korupcija, usput May se silno razočarao i klimatskim prilikama u krajevima gdje su radili( Sibir ). 
Tako je i on jedva čekao da mu istekne ugovor ( 1933.), te je nakon toga otišao u tadašnju britansku afričku koloniju Keniju, jer se u Njemačku nije mogao vratiti. Neki od njegovih kolega našli su se u nebranom grožđu, jer ih Sovjeti više nisu htjeli a ni u Njemačku više nisu mogli. ( izgubili su državljanstvo).  
- U dokumentarnom filmu iz 1995. Socgorod ("Socijalistički grad") intervjuirani su neki od posljednjih živih članova tih grupa; Lihotzky, Jan Rutgers i Phillipp Tolziner iz Bauhaus Brigada, i prikazana četiri planirana grada; Magnitogorsk, Orsk, Novokuznjeck i Kemerovo.

May je radio, na nekim arhitektonskim projektima po Keniji, zatim se je nakon završetka rata vratio u Njemačku. 
Između 1954. – 1956. vodio je ured za planiranje u Hamburgu, a potom je radio na projektima većih stambenih zgrada po drugim gradovima, umro je 1970.

## Vanjske poveznice
- Slike Mayevog Frankfurta u Art & Architecture  Arhivirana inačica izvorne stranice od 12. veljače 2012. (Wayback Machine)